# Hemsö försvarsområde
Hemsö försvarsområde (Fo 24) var ett marint försvarsområde inom svenska marinen som verkade i olika former åren 1942–1957. Försvarsområdesstaben var förlagd i Härnösands garnison i Härnösand.

## Historia
Hemsö försvarsområde bildades den 1 oktober 1942 som ett marint försvarsområde och var direkt underställt chefen för Norrlandskustens marindistrikt. Den 31 januari 1957 upplöstes och avvecklades försvarsområdet och uppgick den 1 februari 1957 i Härnösands försvarsområde.

## Förläggningar och övningsplatser
När försvarsområdet bildades förlades dess stab till Norra Kyrkogatan 13 i Härnösand, där den verkade fram till att den avvecklades.

## Förbandschefer
Förbandschefen titulerades försvarsområdesbefälhavare och var tillika chef för Norrlands kustartilleriförsvar.
- 1942–1950: Överste Ragnar Isaacsson
- 1950–1957: Överste Swen Lagerberg

## Namn, beteckning och förläggningsort
| Hemsö försvarsområde | 1942-10-01 | – | 1957-01-31 |

| Fo 24 | 1942-10-01 | – | 1957-01-31 |

| Härnösands garnison (F) | 1942-10-01 | – | 1957-01-31 |